# Мордовин, Борис Михайлович
Борис Михайлович Мордовин (1898—1979) — советский военный деятель, инженерный работник, учёный, специалист в области электроэнергетических систем кораблей, педагог, кандидат технических наук (1943), профессор (1950), инженер-капитан 1-го ранга (1940).
Автор многих научных трудов и учебных пособий.

## Биография
Родился 24 июля 1898 года в семье русского морского офицера М. А. Мордовина.
В 1918 окончил Морской корпус и был назначен на должность артиллерийского офицера катеров охраны водного района реки Невы в Петрограде. В 1920 году окончил Электромеханический класса при Военно-морской академии.
С 1924 — преподаватель, а с 1928 — начальник электротехнического факультета Военно-морского инженерного училища. В том же году приглашён в Военно-морскую академию читать курс «Электрические машины постоянного тока» на кафедре электрооборудования кораблей.
В 1938 году репрессирован: арестован 16 апреля и обвинен в принадлежности к контрреволюционной организации РОВС. 31 октября 1938 года Военным трибуналом Балтфлота осужден на 15 лет, на суде виновным себя не признал, от показаний, данных на следствии, отказался. Определением Военной коллегии Верховного суда СССР от 11 января 1939 года приговор был отменён, дело направлено на дополнительное расследование. 10 июля 1939 года дело прекращено, и Б. М. Мордовин был освобождён.
В 1940 доцент кафедры электрооборудования кораблей Военно-морской академии. С созданием в 1945 кафедры электроэнергетических и распределительных систем кораблей был назначен её первым начальником. С 1960 в запасе; профессор кафедры электрооборудования в Ленинградском институте водного транспорта.
Умер в Ленинграде 11 июня 1979 года и похоронен на Северном кладбище.

### Звания
- Мичман;
- Военинженер 1-го ранга;
- Инженер-флагман 3-го ранга (9 апреля 1940);[2][3]
- Инженер-капитан 1-го ранга (8 июня 1940)[4].

### Награды
Был награждён орденами Ленина, Красного Знамени и Красной Звезды, а также медалями «XX лет Рабоче-Крестьянской Красной Армии» и «За победу над Германией в Великой Отечественной войне 1941—1945 гг.».

## Публикации
В 1953 издал книгу «Канализация электрической энергии кораблей», в которой впервые ввёл понятия «короткие линии» и «длинные линии». Автор учебника «Расчёт и свойства корабельных электрических сетей», монографии «Электротехнические материалы», учебного пособия «Современные серии кабелей с бутилкаучуковой и полиэтиленовой изоляцией и связанные с их применением изменения параметров электрических сетей».